# 人力資源辦公室
人力資源辦公室（簡稱人資辦，葡文；）是澳門特別行政區政府經濟財政司轄下的部門，於2007年5月28日成立。其職能為對澳門勞動市場人力資源變化作持續分析，與執行處理聘用外地勞工（專業、非專業或家務工作）申請的行政工作，並與勞工事務局合作執行勞動法例及政策。
人力資源辦公室已經併入勞工事務局，遂成為已撤銷部門。

## 併入勞工局
政府一直考慮透過架構重整，將人力資源辦公室併入勞工事務局，更有效回應社會對人資和勞工事務的訴求。
在2016年5月28日，人力資源辦公室正式併入勞工事務局,並改為廳級部門。